# Уфимское уездное училище
Уфимское уездное училище — памятник архитектуры. Расположен в Уфе, современный адрес дома — улица Цюрупы, 18 / улица Пушкина, 110. Здание известно, как то, где преподавал и жил чувашский просветитель П. М. Миронов.
Дом построен в стиле николаевского классицизма в два этапа, в 1850-х-1870-х годах. В 1830 году построено нежилое двухэтажное здание высотой 6,5 м до карниза, стоящее на углу улиц (литера А). Уровень земли с ходом времени дошёл до уровня подоконника и выше, исторический цоколь находится под землёй. Между этажами проходит горизонтальный карниз шириной 30 см, первый этаж рустован, окна не украшены; на втором этаже штукатурка гладкая, окна украшена наличниками, прямыми и с треугольными фронтонами.
Второй корпус, построенный в 1870 году, сделан с учётом подъёма уровня земли, у каждого его фасада своё архитектурное решение.
Участок для училища был куплен в 1839 году за счёт казны.
В 2014 году состоялся аукцион по передаче здания в аренду на 25 лет с условием реставрации; минимальную стоимость восстановления мэрия оценивала в то время в 50 млн руб. В здании при этом размещается Школа имени П. М. Миронова; горожане обсуждали риск выселения учреждения, но, по условиям контракта, обучение не должно было прерываться.